# Paul Schomann
Paul Schomann (* 30. Juni 1951 in Ochtrup) ist ein deutscher ehemaliger Fußballtrainer. Schomann war erster Bundestrainer der deutschen Futsalnationalmannschaft.

## Werdegang
Schomann war Fußballspieler bei Arminia Ochtrup, dessen Vorsitz er heute innehat. Später wurde er Trainer und erwarb im Jahre 1979 die Lizenz als Fußballlehrer, mit der er beim Fußball- und Leichtathletik-Verband Westfalen im Nachwuchsbereich tätig war. Im Jahre 2001 wechselte Schomann zum DFB und übernahm die U-15-Nationalmannschaft. Später trainierte Schomann die U-16- und die U-17-Nationalmannschaft. Seit 2010 widmete sich Schomann dem Futsal und wurde im Dezember 2015 zum ersten Bundestrainer der deutschen Nationalmannschaft ernannt. Anfang Februar 2017 verabschiedete sich Schomann in den Ruhestand und übergab seinen Posten als Trainer an Marcel Loosveld.